# Journée internationale de l'épilepsie
La Journée Internationale de l'Épilepsie (International Epilepsy Day) est une journée célébrée chaque année le deuxième lundi du mois de février dans plus de 130 pays dans le monde . Lancée en 2015 à l'initiative de l'International Bureau for Epilepsy (IBE) et de l'International League Against Epilepsy (ILAE) elle constitue un moment privilégié pour informer et attirer l'attention du grand-public sur l'épilepsie, maladie neurologique chronique qui touche 50 millions de personnes dans le monde (source OMS) dont près de 700 000 en France et qui reste encore insuffisamment connue.

## Présentation

### Journée de l'épilepsie en France
En France, à l'occasion de la Journée Internationale de l'Épilepsie, l'association Épilepsie-France coordonne un grand nombre d'actions : campagne de communication dans les médias, webinaires, concours, animations en régions... En 2021, elle a incité les mairies de France à soutenir la cause de l'épilepsie en s'illuminant de violet, couleur qui symbolise l'épilepsie.
Il existe par ailleurs une journée nommée Purple Day qui chaque 26 mars, commémore traditionnellement l'initiative d'une jeune Canadienne épileptique nommée Cassidy Megan, qui en 2008, après avoir rencontré de l'incompréhension vis-à-vis de sa maladie, avait voulu la promouvoir. A cette date, chaque année, le violet est mis à l'honneur en signe de soutien aux personnes épileptiques ("Show your support by wearing purple").

## Maladie
L’épilepsie est une affection chronique du cerveau qui touche toutes les populations du monde. Elle se caractérise par des crises récurrentes se manifestant par de brefs épisodes de tremblements involontaires touchant une partie du corps (crises partielles) ou l’ensemble du corps (crises généralisées). Elles s’accompagnent parfois d’une perte de conscience et du contrôle de la vessie et de l’évacuation intestinale. Ces crises résultent de décharges électriques excessives dans un groupe de cellules cérébrales.
L’épilepsie est une affection neurologique dont on peut souffrir à n’importe quel âge.
Dans le monde, environ 50 millions de personnes en sont atteintes, ce qui en fait l’une des affections neurologiques les plus fréquentes.
Selon les estimations, 70 % des personnes vivant avec l’épilepsie pourraient ne pas subir de crises si leur état était correctement diagnostiqué et traité.
Le risque de décès prématuré chez les personnes atteintes d’épilepsie est près de trois fois plus élevé que dans la population générale.
Source OMS